# Glaxo (novela)
Glaxo es la segunda novela del escritor argentino Hernán Ronsino, publicada por la editorial Eterna Cadencia en el año 2009.
Considerada la segunda parte de la denominada «trilogía pampeana» de Ronsino —conformada por las también novelas La descomposición (2007) y Lumbre (2013)—, Glaxo es una novela polifónica, que tiene como temas la memoria y la traición. Situada en cuatro tiempos temporales distintos, a través de la primera persona de sus cuatro protagonistas narra dos historias que, en realidad, son la misma y convergen hacia el final de la misma: la de la última dictadura militar argentina y un crimen pasional y sus consecuencias.

## Título
El título de la novela se desprende de la farmacéutica GlaxoSmithKline, la cual se instaló en la ciudad de Chivilcoy cuando Hernán Ronsino era un niño y le sirvió como fuente de inspiración para el título y la historia de la novela.

## Argumento

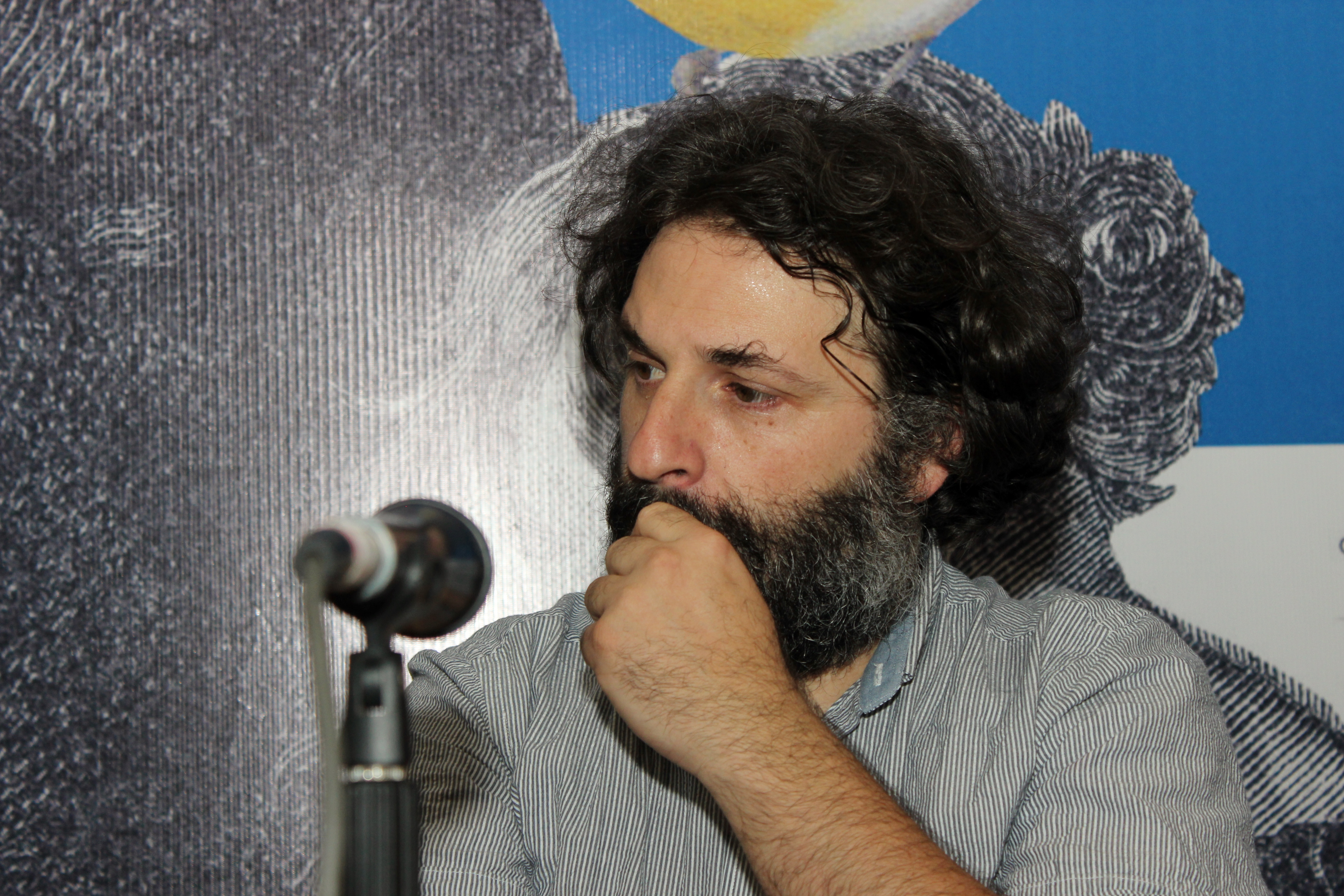
Hernán Ronsino en 2018.

Glaxo, que comienza con un epígrame de Operación Masacre, la crónica de no-ficción de Rodolfo Walsh, narra la historia de cuatro personajes en cuatro años distintos en una ficcional ciudad de Chivilcoy, Argentina. Los mismos, que a su vez funcionan como los capítulos de la novela, son:
- Vardemann. Octubre de 1973
- Bicho Souza. Diciembre de 1984
- Miguelito Barrios. Julio de 1966
- Folcada. Diciembre de 1959

## Personajes
- Vicente Vardemann
- Ismael «Bicho» Souza
- Miguel «Miguelito» Barrios
- Ramón Folcada
- La Negra Miranda
- Federico Souza
- Pajarito Lernú
- Abelardo Kieffer

## Recepción
La novela fue bien recibida por la crítica, y traducida a los idiomas francés, alemán, italiano e inglés. Además, la misma «amplió» la circulación de los libros de Ronsino tanto en la Argentina como en el exterior, principalmente Europa.